# Excursie

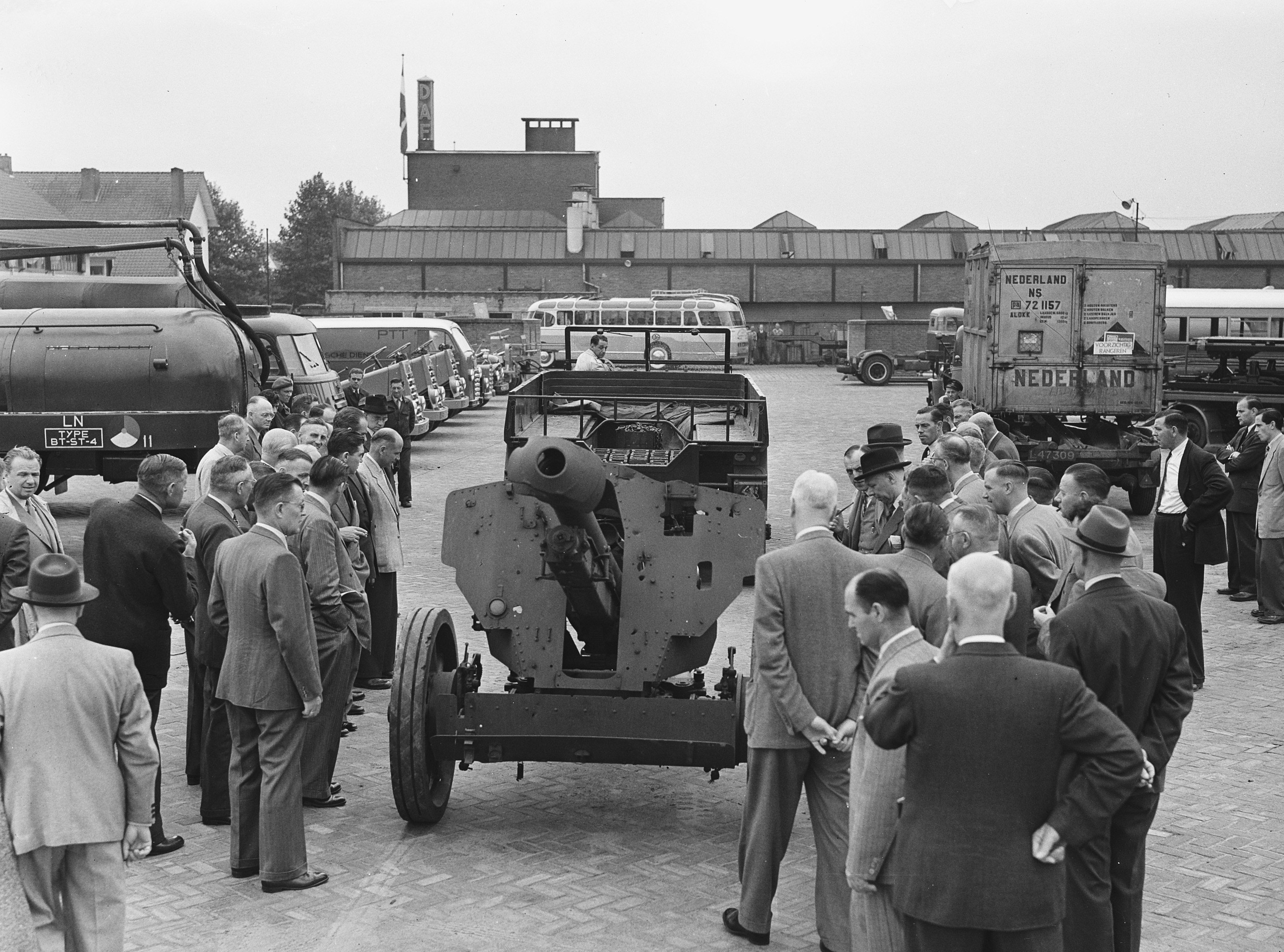
Educatieve excursie Kamerleden bij Van Doorne (Eindhoven) 1951

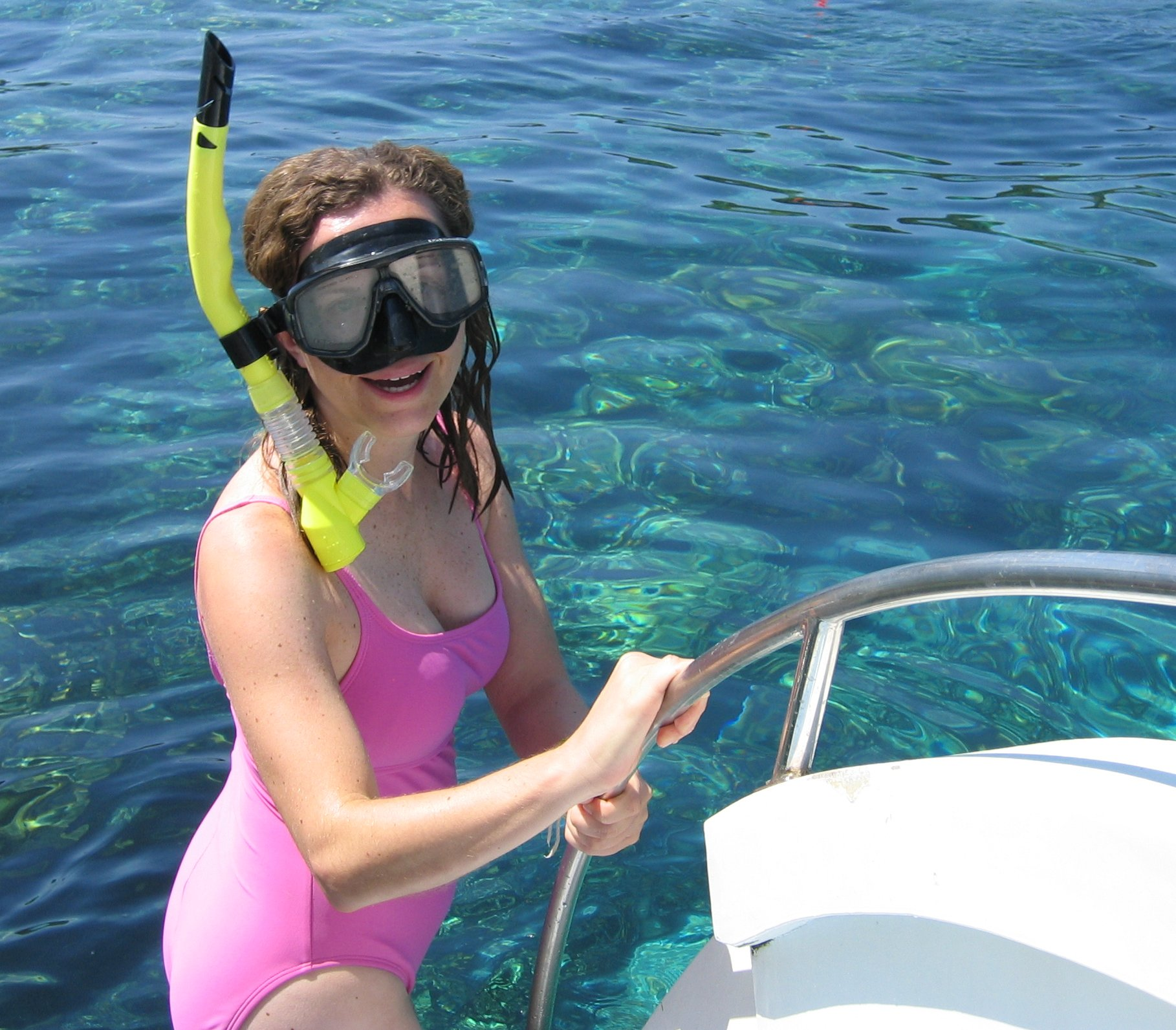
Snorkelen in een tropisch gebied is een voorbeeld van een amuserende excursie.

Een excursie is een uitstapje door een groep mensen, meestal met educatieve of amuserende doeleinden. 
Voorbeelden van educatieve excursies zijn:
- bezoek aan de Deltawerken
- rondleiding in een natuurgebied
- bezoek aan een bedrijf zoals een kaasboerderij of een bierbrouwerij

Vaak zijn excursies een aanvulling op een langere reis, vakantie of een bezoek aan een plaats.
Zulke excursies worden meestal geregeld via de reisbegeleider, die op de eerste of tweede dag van de vakantieperiode een overzicht geeft van de mogelijke excursies. Meestal regelt de reisorganisatie alles van tevoren, zodat de reizigers alleen maar in de bus hoeven te stappen en de reisgids hoeven te volgen. De reizigers betalen soms voorafgaand een bedrag bij de reisorganisatie, maar men kan ook pas op de plaats van bestemming bepalen om de excursie te doen. 
Men kan er ook vaak voor kiezen om een gemengde excursie te doen, waarbij de bezoekers meer dan één bezoek plegen. Dit is bijvoorbeeld een bezoek aan een natuurpark, opgevolgd met speleologie.
Typische voorbeelden van aanvullende excursies zijn: 
- Snorkelen, meestal in een tropisch gebied;
- Bezoek aan een ruïne, bijvoorbeeld een Romeins amfitheater;
- Bezoek aan een museum
- Bezoek aan een wereldwonder;
- Een bezoek aan een natuurpark, dierentuin of een vlindertuin;